# عبد الله الحماد (لاعب كرة قدم)
عبد الله حماد الحماد هو لاعب كرة قدم سعودي يلعب في نادي هجر.

## مسيرة اللاعب
كانت بداياته في نادي التعاون وأعير إلى نادي النجمة وبعدها لعب مع نادي هجر.